# Greatest Hits (album de NWA)
Pour les articles homonymes, voir Greatest Hits.
Albums de N.W.A
Niggaz4Life
(1991) The NWA Legacy, Vol. 1: 1988–1998
(1999)
Greatest Hits est une compilation de N.W.A, sortie en 1996.
L'album s'est classé 20e au Billboard 200 et 48e au Top R&B/Hip-Hop Albums.

## Liste des titres
| No  | Titre                                 | Durée |
| --- | ------------------------------------- | ----- |
| 1.  | Live Intro (1989)                     | 2:20  |
| 2.  | Arrested (Insert)                     | 0:47  |
| 3.  | Gangsta Gangsta                       | 5:29  |
| 4.  | Fuck tha Police (Insert)              | 0:32  |
| 5.  | Fuck tha Police                       | 5:42  |
| 6.  | Compton's N Tha House (Live)          | 2:08  |
| 7.  | Break Out (Live)                      | 0:21  |
| 8.  | Straight Outta Compton (Extended Mix) | 4:26  |
| 9.  | If It Ain't Ruff                      | 3:36  |
| 10. | Real Niggaz                           | 4:44  |
| 11. | I Ain't Tha 1                         | 5:03  |
| 12. | Alwayz Into Somethin'                 | 4:29  |
| 13. | Don't Drink That Wine                 | 0:26  |
| 14. | Just Don't Bite It                    | 5:33  |
| 15. | Cash Money (Insert)                   | 0:20  |
| 16. | Express Yourself                      | 4:21  |
| 17. | 100 Miles and Runnin'                 | 4:35  |
| 18. | A Bitch Iz a Bitch                    | 3:15  |
| 19. | Real Niggaz Don't Die                 | 3:42  |

| 20. | Chin Check (featuring Snoop Dogg) | 4:23 |
| 21. | Hello                             | 3:52 |